# Miss Grand Nepal
Miss Grand Nepal es un concurso de belleza femenino en Nepal que se realiza anualmente para seleccionar a la representante del país para Miss Grand Internacional. La primera edición ocurrió en 2016 por Looks Entertainment Pvt. Ltd. (Mero Looks) bajo la organización de Sazum Katwal, Zeenus Lama de Katmandú es el ganador de esta edición. Sin embargo, no se unió a Miss Grand Internacional 2016 en Las Vegas debido al problema de VISA y a tener algún conflicto con la organización.
Miss Grand Internacional Organization tomó medidas en esta crisis y descubrió que la gestión del organizador local no es lo suficientemente buena. Con la discusión entre Zeenus Lama, MGIO decidió retirar la licencia de Mero Looks y le dio la oportunidad a Zeenus de competir en Miss Grand Internacional 2017.
Desde 2017, el concurso de belleza Miss Grand Napeal ha sido organizado por RK Entertainment Group, el organizador del evento en Katmandú. La actual Miss Grand Nepal es Urussa Joshi de Samakhushi, Provincia No. 3.

## Ganadoras del certamen
| Año  | Ganadora          | Provincia       | Edad | Altura | Lugar del evento                             | Participantes                      | Fecha                              | Ref.  |
| ---- | ----------------- | --------------- | ---- | ------ | -------------------------------------------- | ---------------------------------- | ---------------------------------- | ----- |
| 2022 |                   |                 |      |        |                                              |                                    |                                    |       |
| 2021 | Nishu Kumari Shah | Provincia No. 1 |      |        | Rastriya Naachghar Jamal, Katmandú           | 16                                 |                                    |       |
| 2020 | Nisha Pathak      | Provincia No. 1 | 21   | 1,70 m | Mojo Boutique Hotel, Mid Baneshwor, Katmandú | 10                                 | 13 de diciembre de 2020            |       |
| 2019 | Nisha Pathak      | Provincia No. 3 | 22   | 1,63 m |                                              | 14                                 | 21 de agosto de 2019               |       |
| 2018 | Urussa Joshi      | Provincia No. 3 | 26   | 1,70 m |                                              | 10                                 | 4 de agosto de 2018                | [ 4 ] |
| 2017 | Zeenus Lama       | Provincia No. 3 | 25   | 1,68 m | Designada, sin concurso celebrado.           | Designada, sin concurso celebrado. | Designada, sin concurso celebrado. | [ 2 ] |
| 2016 | Zeenus Lama       | Provincia No. 3 | 24   | 1,68 m |                                              | 10                                 | 23 de agosto de 2019               | [ 1 ] |
| 2015 | Jenita Basnet     | Provincia No. 3 | 27   | 1,70 m | Designada, sin concurso celebrado.           | Designada, sin concurso celebrado. | Designada, sin concurso celebrado. |       |
| 2014 | Shrijana Regmi    | Provincia No. 3 | 19   | 1,70 m | Designada, sin concurso celebrado.           | Designada, sin concurso celebrado. | Designada, sin concurso celebrado. |       |
| 2013 | Ashmita Sitoula   | Provincia No. 1 | 21   | 1,75 m | Designada, sin concurso celebrado.           | Designada, sin concurso celebrado. | Designada, sin concurso celebrado. |       |

### Conquistas por Proviacia
| Provincia       | Títulos | Victorias         |
| --------------- | ------- | ----------------- |
| Provincia No. 3 | 5       | 2014 – 2019       |
| Provincia No. 1 | 3       | 2013, 2020 – 2021 |

| Año  | Primera Finalista                    | Segunda Finalista                   | Tercera Finalista                 | Cuarta Finalista                     | Quinta Finalista                 |
| ---- | ------------------------------------ | ----------------------------------- | --------------------------------- | ------------------------------------ | -------------------------------- |
| 2021 | Bagmati – Surjina Shrestha           | Bagmati – Manisha Chhinal           | Provincia No. 1 – Babeeta Achraya | Provincia No. 1 – Pramita Bishokarma | Provincia No. 1 – Sonali Sapkota |
| 2020 | Provincia No. 3 – Sujata Gurung      | Provincia No. 3 – Palistha Shakya   |                                   |                                      |                                  |
| 2019 | Provincia No. 3 – Preeti Poudel      | Provincia No. 3 – Ashmita Dhungana  | Provincia No. 3 – Shraddha Silwal | Provincia No. 3 – Aasha Karki        |                                  |
| 2018 | Provincia No. 1 – Sireng Eksha Maden | Provincia No. 3 – Riya Gaihre       |                                   |                                      |                                  |
| 2016 | Provincia No. 2 – Pooja Shrestha     | Provincia No. 3 – Jyotsana Maharjan |                                   |                                      |                                  |

## Representaciones internacionales por año
Clave de color;
- Ganadora
- Finalista
- Semifinalista
- Cuartofinalista

### Miss Grand International
| Año  | Representante   | Provincia       | Posición                                | Premios especiales                      | Ref   |
| 2020 | Nisha Pathak    | Provincia No. 1 | Unplaced                                |                                         |       |
| 2019 | Nisha Pathak    | Provincia No. 3 | Unplaced                                |                                         |       |
| 2018 | Urussa Joshi    | Provincia No. 3 | Unplaced                                |                                         |       |
| 2017 | Zeenus Lama     | Provincia No. 3 | Unplaced                                |                                         |       |
| 2016 | Zeenus Lama     | Provincia No. 3 | No compitió debido al problema de Visa. | No compitió debido al problema de Visa. | [ 2 ] |
| 2015 | Jenita Basnet   | Provincia No. 3 | Unplaced                                |                                         |       |
| 2014 | Shrijana Regmi  | Provincia No. 3 | Unplaced                                |                                         |       |
| 2013 | Ashmita Sitoula | Provincia No. 1 | Unplaced                                |                                         |       |

### Miss Tourismo International
| Año  | Representante | Provincia       | Posición | Premios especiales | Ref   |
| 2019 | Preeti Poudel | Provincia No. 3 | Unplaced |                    | [ 5 ] |

### Miss Landscape International
| Año  | Representante    | Provincia       | Posición | Premios especiales | Ref |
| 2020 | Ashmita Dhungana | Provincia No. 3 | Unplaced |                    |     |

### Miss Scuba International
| Año  | Representante   | Provincia       | Posición | Premios especiales | Ref   |
| 2019 | Shraddha Silwal | Provincia No. 3 | Top 12   |                    | [ 6 ] |

### Miss Multinational
| Año  | Representante | Provincia       | Posición | Premios especiales | Ref |
| 2019 | Aasha Karki   | Provincia No. 3 | Unplaced |                    |     |